# Matroska
마트료시카 멀티미디어 컨테이너(Matroska Multimedia Container 마트료쉬카 멀티미디어 컨테이너[*])는 오픈 표준 자유 컨테이너 포맷이다. 또한 개수 제한 없이 비디오, 오디오, 그림, 자막 트랙을 한 파일 안에 담을 수 있는 파일 형식이기도 하다. 흔히 쓰이는 영화/드라마 등의 멀티미디어 콘텐트를 담기 위한 보편적인 포맷으로서 개발되었다. AVI, MP4 혹은 ASF 등을 대체하기 위해 만들어졌다. 하지만 마트료시카 포맷은 완전한 오픈 소스이다. 마트료시카 파일 확장자로서, 비디오 파일에는 .MKV를 쓰고, 오디오 파일에는 .MKA를 쓴다.
마트료시카는 영어로는 "Matroska"라고 표기한다. 인형 속에 계속 인형이 들어 있는 러시아 민속 인형인 마트료시카 인형을 뜻하는 러시아어 단어 матрёшка(발음은 IPA mɐˈtrʲoʂkə, 영어로 Matryoshka가 된다. 철자가 약간 다르다.)에서 온 말이다. 마트료시카 팀은 마트료시카 인형 속에 인형이 계속 들어 있는 점에 착안하여 이러한 이름을 붙였다. 비디오 및 오디오 데이터를 담는 컨테이너이므로 마트료시카 인형에 비유한 것이다.

## 역사
마트료시카 프로젝트는 2003년 12월 7일 발표되었다. 이전의 컨테이너 포맷으로부터의 포크였다. 다른 바이너리 포맷 대신 확장형 이진 메타 언어(EBML)을 쓰는 것에 대해 프로젝트의 창설자와 주 개발자 사이에 이견이 있었기 때문이었다. 마트료시카 프로젝트의 창설자는 EBML을 사용한다면 많은 이점이 있을 것이라고 생각하였다. 프로젝트의 목표가 바뀌거나 새로운 포맷이 등장한다든가 해도 파일 포맷을 쉽게 확장할 수 있다고 봤기 때문이었다. 

## 목표
마트료시카는 EBML에 뿌리를 두고 있다. 그러한 까닭에 마트료시카는 지속 가능성과 확장성을 염두에 두고 설계되었다. (AVI와는 다른 점이다.) 마트료시카 팀은 '우리들의 장기적인 목표는 현대적이고, 유연성 있고, 크로스-플랫폼인 멀티미디어 포맷을 개발하는 것'이라고 Doom9.org 나 hydrogenaudio.org와 같은 사이트에서 공공연하게 밝히고 있다. 또한 다음과 같이 전개되는 것을 목표로 하고 있다:
- 스트리밍에 대한 강건한 지원;
- EBML에 기반한 "DVD-like" 메뉴 시스템;
- 마트료시카 파일을 생성하고 편집해줄 수 있는 다양한 툴 개발;
- 개발자들이 마트료시카 포맷 지원 기능을 애플리케이션에 쉽게 첨가할 수 있는 라이브러리 개발;
- 하드웨어 제조사들이 임베디드 멀티미디어 기기에서의 마트료시카 포맷 지원 기능을 추가하도록 도움;
- 여러 운영 체제 상에서 마트료시카의 네이티브(native) 지원.

## 지원 소프트웨어
다음과 같은 소프트웨어들이 마트료시카를 (네이티브하게) 지원한다.
- 아주어러스 뷰즈 미디어 플레이어
- BS.Player
- 더 코어 미디어 플레이어
- 코어플레이어 모바일
- The Core Pocket Media Player
- 곰플레이어
- Gstreamer-기반의 플레이어들 (토템 (미디어 플레이어) 등등)
- HandBrake
- 젯오디오
- The KMPlayer
- 미디어 플레이어 클래식
- 미디어포털[2]
- 메즈모(Mezzmo) 미디어 플레이어
- 엠플레이어
- 토템 (미디어 플레이어)
- VLC 미디어 플레이어
- VSO 소프트웨어
- WinDVD[출처 필요]
- Xbox Media Center
- xine
- 줌 플레이어
- 팟플레이어
- 무비스트

## 하드웨어 지원
시그마 디자인즈 사의 8634, 8635 칩이 마트료시카를 지원한다. 단, 적절한 펌웨어의 지원을 받아야 하고, 마트료시카 파일은 H.264 혹은 MPEG-4 ASP 비디오( HD 해상도 포함 ), MP3, AAC, DTS, AC3 오디오를 담고 있어야 한다. 이러한 칩에 기반한 초창기 제품들로서는 Syabas PopCorn Hour NMT-A100 네트워크 스트리밍 클라이언트가 있다.
스카이디지털의 Venice V38 Combo, V38 SATA, V13 HD도 MKV와 MKA 재생을 지원한다.
맥시안의 D900/E900/L900 시리즈도 MKV와 MKA 재생을 지원한다.
코원시스템의 A3도 Matroska(MKV, MKA) 파일의 재생을 지원한다.

## 마트료시카 콘텐츠
초창기에는 이 포맷의 사용은 저조하였다. 일본의 애니메이션계의 OGM 포맷과 경쟁하였다. 이 두 포맷 모두 멀티플 오디오 트랙을 지원했고 자막 내장을 지원했기 때문이었다. 하지만, 최근 들어서는 마트료시카 포맷이 더 널리 사용되고 있는데, 그 까닭은 "릴리즈 계"(release scene, 영화 등을 불법으로 배포하는 문화 집단)가 TV 쇼, HD-DVD, 블루레이 등의 HDTV 립(rip)으로서 마트료시카 포맷을 자주 사용하기 때문이다. 마트료시카 컨테이너 안에는 보통 H.264/AVC 비디오 및 AC3/AAC/DTS (다중) 오디오 트랙, (때때로) 자막 트랙 등이 들어가 있다. H.264가 널리 쓰이기 이전에는 대부분의 MKV 파일 안에는 리얼비디오(RV9, RV10)로 인코딩된 비디오 트랙이 들어 있었다. 당시에는 이 코덱들이 MPEG-4 파트 2(다시 말해, DivX, Xvid 코덱)보다 성능이 조금 나았기 때문이었다. 특히 애니메 콘텐츠일 때 심했다. 또한 애니메 콘텐츠에는 MP3이나 보비스 코덱으로 인코딩된 오디오 스트림과 소프트-서브타이틀이 흔히 들어갔다.

## 라이선스
마트료시카는 공개형 표준, 즉 오픈 스탠다드(open standards) 프로젝트이다. 누구든지 무료로 사용할 수 있다. 즉 개인이 비트 스트림을 기술하는 기술 사양을 활용해서든지, 회사가 그것을 사용하려든지 누구나, 언제나, 누구에게나 공개할 수 있다. 마트료시카 개발 팀이 개발한 라이브러리는 LGPL 라이선스가 걸려 있다. 이외에도 여러 파싱, 재생 라이브러리가 BSD 라이선스 하에 나와 있는데, 이들은 독자적(proprietary) 소프트웨어에 이용될 수 있다.

## EBML
확장형 이진 메타 언어(EBML)는 XML을 기본으로 삼아 만든, 데이터 컨테이너 방식이다. 태그 형식(바이너리의 의사 형식)으로 기술된다. 해석할 수 없는 태그는 무시하게 되어 있어서, 새로운 기능을 추가하기 쉽다.

## 확장자
- .mkv Matroska Video (영상)
- .mka Matroska Audio (음성만)
- .mks Matroska Subtitles (자막만)

## 같이 보기
- LiVES
- 컨테이너 포맷 비교
- 오픈 소스 코덱 및 컨테이너